# Busanjin-gu
Busanjin-gu (koreanska: 부산진구) är ett av de 15 stadsdistrikten (gu) i staden Busan i sydöstra Sydkorea, 300 km sydost om huvudstaden Seoul. I stadsdelen Bujeon-dong ligger Seomyeon, ett av Koreas livligaste affärsdistrikt.

## Administrativ indelning
Busanjin-gu består av 20 stadsdelar (dong).

- Beomcheon 1-dong
- Beomcheon 2-dong
- Buam 1-dong
- Buam 3-dong
- Bujeon 1-dong
- Bujeon 2-dong
- Choeup-dong
- Danggam 1-dong
- Danggam 2-dong
- Danggam 4-dong
- Gaegeum 1-dong
- Gaegeum 2-dong
- Gaegeum 3-dong
- Gaya 1-dong
- Gaya 2-dong
- Jeonpo 1-dong
- Jeonpo 2-dong
- Yangjeong 1-dong
- Yangjeong 2-dong
- Yeonji-dong